# Az érzelmek tengerén (televíziós sorozat)
Az érzelmek tengerén (eredeti cím: Kalbimdeki Deniz) 2016 és 2018 között bemutatott török televíziós drámasorozat, amit Hakan İnan rendezett. A főszereplői Özge Özberk és Kutsi.
Törökországban 2016. október 22-től 2018. március 12-ig sugározta a FOX TV. Magyarországon a Duna Televízió sugározta 2022. február 21-től december 23-ig.

## Cselekmény
Deniznek mindene megvan az életben, azonban a férje nyomtalanul eltűnik. Elveszítette házát és minden vagyonát, nehéz helyzetbe kerül. Mindent megtesz két gyermekért és idős apjáért. Eközben találkozik Mirattal.

## Szereplők
| Színész                | Szerep          | Magyar hang                                    |
| ---------------------- | --------------- | ---------------------------------------------- |
| Özge Özberk            | Deniz Öztuna    | Németh Borbála                                 |
| Kutsi                  | Mirat Yavuz     | Czvetkó Sándor                                 |
| Yeşim Ceren Bozoğlu    | Fikriye Yılmaz  | Nádasi Veronika                                |
| Sebahat Kumaş          | Diyar Türkcan   | Nagy Katica                                    |
| Devin Özgür Çınar      | Hülya Aksal     | Náray Erika                                    |
| Hakan Eratik           | Alihan Öztuna   | Debreczeny Csaba                               |
| Hakan Vanlı            | Nejat Aksal     | Hirtling István                                |
| Zeynep Şarlıgil        | Şebnem          | Bálizs Anett                                   |
| Güzin Usta             | Cemile Şahin    | Martin Márta                                   |
| Hazal Adıyaman         | Ece Öztuna      | Lamboni Anna                                   |
| Batuhan Ekşi           | Mustafa Tarhan  | Horváth-Töreki Gergely                         |
| Evren Erler            | Şirzat Gülpınar | Maday Gábor                                    |
| Faruk Üstün            | İbrahim Tarhan  | Szabó Endre                                    |
| Temmuz Uğur Yıldız     | Yosef           | Timon Barnabás                                 |
| Nazlı Pınar Kaya       | Figen Yılmaz    | Czető Zsanett (1. hang) Csifó Dorina (2. hang) |
| Turan Selçuk Yerlikaya | Serkan          | Potocsny Andor                                 |
| Levend Yılmaz          | Mehmet          | Melis Gábor                                    |
| Sercan Gürbahar        | Civan Gülpınar  | Szántó Balázs                                  |
| Serkan Altındaş        | Serdem          | Penke Bence                                    |
| Merve Aysal            | Elvan Gülpınar  |                                                |
| Kıvanç Kılınç          | Artun           | Kárpáti Levente                                |
| Emre Yanık             | Kerem Can       | Czető Ádám                                     |
| Melissa Dağer          | Müge            | Nagy Blanka                                    |
| Aydan Şener            | Zahide          | Orosz Anna                                     |
| Yılmaz Şerif           | Salman Gülpınar | Kajtár Róbert                                  |
| Kubilay Penbeklioğlu   | Turgut          | Berzsenyi Zoltán                               |
| Çağatay Doruk Ozanoğlu | Ozan Öztuna     | Kovács András Bátor                            |
| Nimet İyigün Nalbant   | Emine           |                                                |
| Denizhan Kınacıgil     | Volkan          |                                                |
| Hülya Şen              | Nurşen Gülpınar |                                                |
| Suat Karausta          | Orhan           | Sótonyi Gábor                                  |
| Zeliha Çal             |                 |                                                |
| Deniz Gökçer           | Güzin           |                                                |
| Simge Selçuk           | Rachel          | Sipos Eszter Anna                              |
| Orçun İynemli          | Ünal            | Dolmány Attila                                 |
| Caner Kurtaran         | İzak Wolowitz   | Pataki Ferenc                                  |
| Zafer Arslan           |                 |                                                |
| Özlem Savaş            | Özlem           | Rátonyi Hajni                                  |

## Évados áttekintés
| Évad | Évad | Török epizódok száma | Magyar epizódok száma | Eredeti sugárzás    | Eredeti sugárzás  | Eredeti sugárzás    | Magyar sugárzás    | Magyar sugárzás     | Magyar sugárzás |
| Évad | Évad | Török epizódok száma | Magyar epizódok száma | Évadpremier         | Évadfinálé        | Eredeti adó         | Évadpremier        | Évadfinálé          | Magyar adó      |
| ---- | ---- | -------------------- | --------------------- | ------------------- | ----------------- | ------------------- | ------------------ | ------------------- | --------------- |
|      | 1.   | 34                   | 123                   | 2016. október 22.   | 2017. június 17.  |                     | 2022. február 21.  | 2022. augusztus 12. |                 |
|      | 2.   | 26                   | 95                    | 2017. szeptember 9. | 2018. március 12. | 2022. augusztus 15. | 2022. december 23. |                     |                 |